# Rhynchostegium rotundifolium
Rhynchostegium rotundifolium är en bladmossart som beskrevs av W. P. Schimper in B.S.G. 1852. Rhynchostegium rotundifolium ingår i släktet näbbmossor, och familjen Brachytheciaceae. Inga underarter finns listade i Catalogue of Life.